# Hiawatha (Iowa)
Hiawatha – miasto w Stanach Zjednoczonych, w stanie Iowa, w hrabstwie Linn. Zgodnie ze spisem statystycznym z 2000 roku, miasto liczyło 6.480 mieszkańców.